# Aracruz Celulose
Aracruz Celulose (B3: ARCZ3, ARCZ5, ARCZ6, NYSE: ARA, Latibex: XARAB) foi uma empresa brasileira sediada no município de Aracruz, no Espírito Santo. Se tornou a maior empresa do mundo em celulosa ao se fundir com a VCP em 1 de setembro de 2009.
Ela foi a maior produtora mundial de celulose branqueada de eucalipto, respondendo por 24% da oferta global do produto. Possuía uma unidade fabril de Aracruz e em Eunápolis, na Bahia, sendo esta última uma joint-venture com a empresa sueco-finlandesa Stora Enso, denominada Veracel.  A celulose produzida era destinada à fabricação de papéis de imprimir e escrever, papéis sanitários e papéis especiais de alto valor agregado.

## Histórico
O controle acionário da Aracruz era exercido pelos grupos Safra, Lorentzen e Votorantim, com participação acionária de 28% cada e pelo Banco Nacional de Desenvolvimento Econômico e Social, com participação de 12,5%. As ações preferenciais da Aracruz (56% do capital), eram negociadas nas Bolsas de Valores de São Paulo (B3), Madri (Latibex) e Nova York (NYSE).
A Aracruz chegou a ser a única empresa do setor florestal no mundo a estar na lista de empresas do Índice Dow Jones de Sustentabilidade (DJSI World) 2007/2008, da Bolsa de Valores de Nova York, que destaca as melhores práticas em sustentabilidade corporativa no mundo. O indicador é composto por 318 empresas de 24 países no total, sendo sete delas brasileiras. O DJSI é composto por ações de companhias de sustentabilidade corporativa, ou seja, segundo os critérios daquela instituição, são empresas capazes de criar valor para os acionistas no longo prazo, por conseguirem aproveitar as oportunidades e gerenciar os riscos associados a fatores econômicos, ambientais e sociais.

### Fusão
Em 1 de setembro de 2009 foi oficializada a fusão com a VCP para formar a Fibria, empresa resultante da incorporação da Aracruz pela VCP, tornando-se líder global no mercado de celulose e receita líquida anual estimada em 6 bilhões de reais, considerando-se os resultados das empresas no período de um ano, até junho de 2009. A companhia, teve capacidade produtiva superior a 6 milhões de toneladas de celulose e papel por ano, podendo chegar a 6,7 milhões de toneladas quando concluídos os projetos de expansão de ambas as empresas.

### Acionistas
Fibria foi o resultado da incorporação das ações da Aracruz Celulose pela Votorantim Celulose e Papel (VCP), por meio de sua holding, a Votorantim Industrial (VID). A VID detém 20% das ações, o Banco Nacional de Desenvolvimento Econômico e Social (BNDES) possui 30,9% de participação, a família Lorentzen possui 13,3%, 10,5 % da família Ersching, 25,3% são ações no mercado.

## Estrutura de operações
A Aracruz Celulose teve uma capacidade nominal de produção, de cerca de 3 milhões de toneladas anuais de celulose branqueada de eucalipto, e esteve distribuída pelas Unidades Barra do Riacho - ES (2,1 milhões de t) e Veracel - BA (450 mil t, ou metade da capacidade total da unidade). Em São Paulo estava localizado o seu escritório de administração. Contava ainda com escritórios nos Estados Unidos (Miami), Europa (Suíça) e na Ásia (Hong Kong).
No Espírito Santo, seu complexo industrial era constituído de três fábricas de celulose, e um porto privativo especializado, o Portocel, através do qual exportava grande parte da sua produção. No Rio Grande do Sul, a unidade Guaíba, localizada no município de Guaíba, operava uma fábrica com capacidade nominal de 430 mil toneladas anuais de celulose. A unidade destinava parte desse volume à produção de cerca de 50 mil toneladas anuais de papel para imprimir e escrever, basicamente destinadas ao mercado doméstico. Atualmente, a unidade de Guaíba é administrada pela Celulose Riograndense, parte do grupo chileno CMPC.
Um terceiro complexo fabril - a Veracel Celulose, com capacidade nominal de 900 mil toneladas anuais de celulose - está situado no município de Eunápolis, no sul da Bahia. Trata-se de uma parceria da Aracruz com o grupo sueco-finlandês Stora Enso, em que cada empresa detém 50% de participação acionária e da produção. No extremo sul da Bahia, em associação com o grupo Weyerhaeuser dos EUA, a Aracruz produzia produtos sólidos de madeira, a partir de seus plantios de eucalipto renováveis, destinados às indústrias de móveis e design de interiores, do Brasil e do exterior.

## Florestas

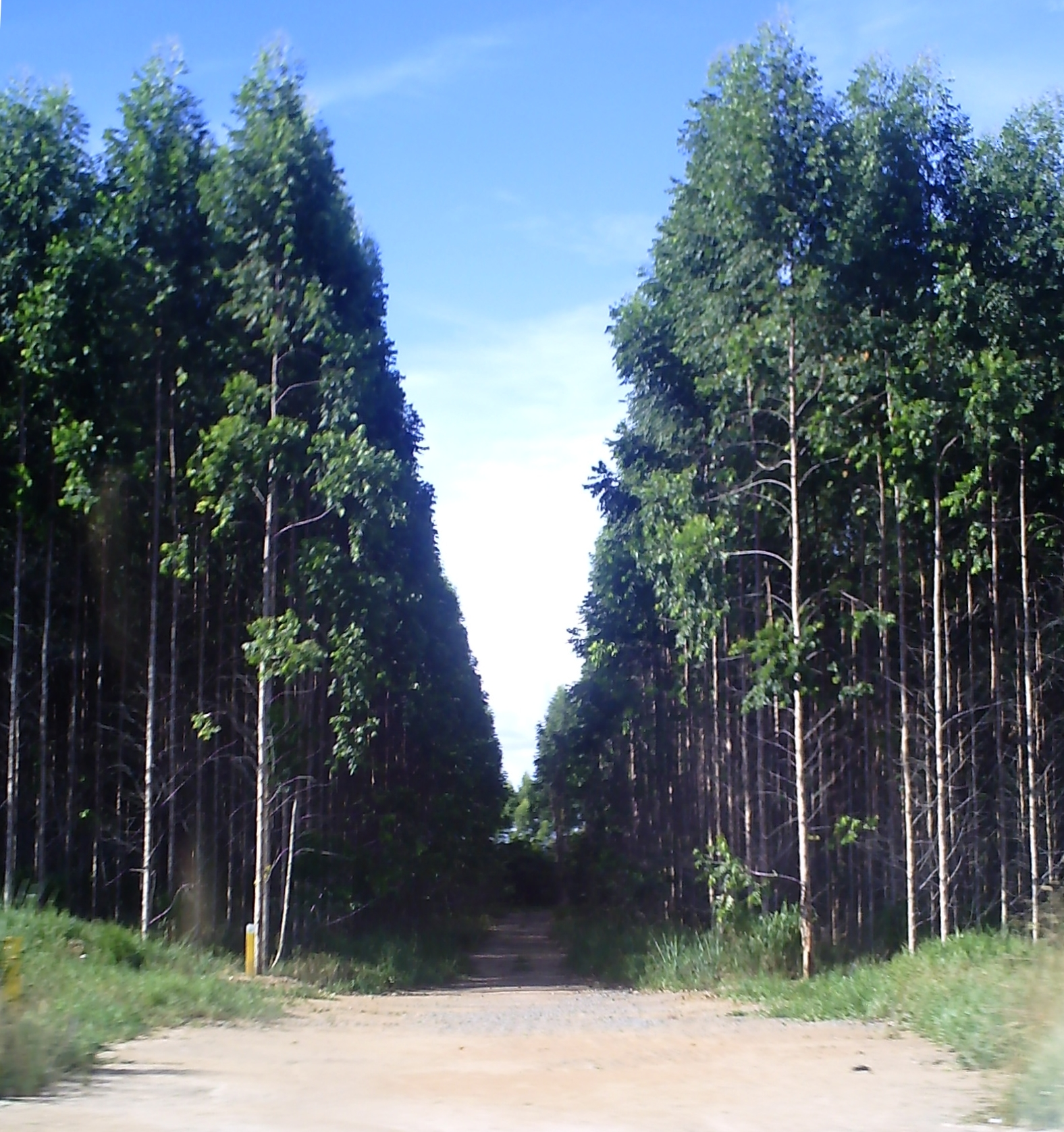
Eucaliptal da Aracruz Celulose em Aracruz, visto da rodovia ES-257

Suas operações florestais alcançavam os estados do Espírito Santo, Bahia e Minas Gerais, com aproximadamente 279 mil hectares de plantios renováveis de eucalipto (monocultura pura), intercalados com cerca de 154 mil hectares de reservas nativas, dispostos de modo a formar corredores ecológicos, permitindo a preservação e expansão de espécies da fauna e da flora nas regiões onde atuava, principalmente as regiões de Mata Atlântica. A empresa afirmava manter programas de monitoramento ambiental, de incêndios, relações com vizinhos e vigilância ambiental com o objetivo de proteger seu patrimônio ambiental e apoiar as comunidades localizadas no entorno dos seus plantios.
A empresa também afirmava estimular o plantio de eucalipto por terceiros através do Programa Produtor Florestal, que abrangia cerca de 88 mil hectares contratados com mais de 3 mil produtores rurais no Espírito Santo, Bahia, Minas Gerais e Rio de Janeiro. Com esse programa, os produtores faziam plantios de eucalipto consorciados com outras culturas, como plantio de alimentos e criação de animais.

## Críticas à empresa
A Aracruz foi acusada internacionalmente por ativistas de movimentos sociais e ambientalistas de ocupar terras de povos indígenas e quilombolas. No Espírito Santo, a empresa esteve em longo litígio com os índios tupiniquins e Guarani Mbyá devido à reivindicação das terras por parte dos índios.
Também é criticada pela poluição das águas e do ar e por supostamente causar poluição devido a dioxinas, material cancerígeno gerado pela produção de celulose, afetando as condições de sobrevivência de grupos tradicionais, como indígenas e quilombolas.
As grandes extensões de terras ocupadas pela empresa nos diversos estados brasileiros estariam colaborando com o êxodo rural e inchaço das favelas. Por outro lado, os fazendeiros, temendo invasões de grupos organizados representantes de movimentos sociais, como o MST, alienam suas propriedades às empresas de silvicultura, sejam nacionais (como Aracruz e Votorantim) ou multinacionais (Stora Enso). A Aracruz recebeu incentivos fiscais dos governos e é acusada de gerar muito menos empregos que as atividades rurais convencionais, que deixam de existir após instaladas as monoculturas extensivas de árvores exóticas, chamadas desertos verdes. O crescimento rápido das espécies plantadas é acusado de exaurir os recursos hídricos e naturais do solo. Acusação dita como infundada, após mais de 30 anos de plantio com o solo ainda capaz de produzir normalmente.